# گلورنتسا
گلورنتسا (به ایتالیایی: Glorenza) یک منطقهٔ مسکونی در ایتالیا است که در تیرول جنوبی واقع شده‌است.

## خصوصیات
گلورنتسا ۱۳٫۰ کیلومترمربع مساحت و ۸۷۶ نفر جمعیت دارد و ۹۰۷ متر بالاتر از سطح دریا واقع شده‌است.